# Redshift (singolo)
Redshift è un singolo del gruppo musicale britannico Enter Shikari, pubblicato l'11 gennaio 2016.

## Descrizione
Il 10 gennaio 2016 viene pubblicato sui profili Facebook e Instagram degli Enter Shikari un breve video contenente un messaggio in codice Morse la cui traduzione risulta essere "Redshift". Il giorno dopo viene annunciato sul sito della band la pubblicazione ufficiale del singolo, che viene mandato in onda su BBC Radio 1 la sera stessa e reso disponibile per il download digitale a partire dal 12 gennaio.

Parlando del testo del brano, il cantante Rou Reynolds ha detto: 

## Video musicale
Il video ufficiale, diretto da Mike Tyler (già regista dei video di Anaesthetist e Torn Apart) e pubblicato lo stesso giorno di uscita del singolo, mostra gli Enter Shikari eseguire il brano all'interno di un grande magazzino deserto con alternate delle scene del pianeta Terra sia nella sua ecosfera che visto dallo spazio. Verso la fine del video, la struttura dove si trovava la band viene distrutta da un vortice che fa infine implodere tutto il pianeta, che diventa una sfera nera avvolta dal fuoco nella galassia come quella raffigurata nella copertina del singolo, anch'essa realizzata da Mike Tyler, e che si allontana sempre più sino a risultare un piccolissimo punto all'interno di un occhio umano.

## Tracce
Testi di Rou Reynolds, musiche degli Enter Shikari.
Download digitale
1. Redshift – 3:57

CD
1. Redshift (Radio Edit) – 3:28
2. Redshift – 3:57

## Formazione
- Rou Reynolds – voce, tastiera, sintetizzatore, programmazione
- Rory Clewlow – chitarra, voce secondaria
- Chris Batten – basso, voce secondaria
- Rob Rolfe – batteria, percussioni, cori

## Classifiche
| Classifica (2016)          | Posizione massima |
| -------------------------- | ----------------- |
| Regno Unito (independent)  | 37                |
| Regno Unito (rock & metal) | 14                |